# Johann Christoph Eiselen

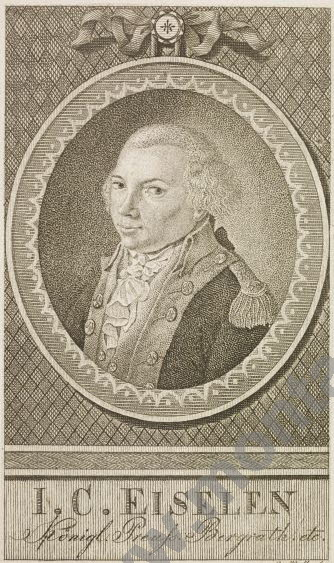
Johann Christoph Eiselen, Radierung von Johann Samuel Ludwig Halle

Johann Christoph Eiselen (* 1751; † 4. Juli 1816 in Berlin) war ein deutscher Bergmann, Hüttenbeamter und Bergrat.

## Leben
Johann Christoph Eiselen war erst Hüttenbeamter in Rothenburg a. d. Saale und ab 1788 in Berlin Königlich Preußischer Bergrat und ordentliches Mitglied der märkischen ökonomischen Gesellschaft zu Potsdam. Er erwarb sich um die Gewinnung des Torfs und dessen Verwendung zu technischen Zwecken vielfache Verdienste. Seine Schriften dazu bildeten lange Zeit die besten Leistungen auf diesem Gebiet. Er war verheiratet mit Charlotte Wilhelmine Teßler († 1839). Der Volkswirt Johann Friedrich Gottfried Eiselen und der Turnpädagoge Ernst Wilhelm Bernhard Eiselen waren seine Söhne.

## Schriften
- Ausführliche Abhandlung insonderheit über das Steinkalkbrennen mit Torf, dessen Anwendung beim Mergel- und Ziegelbrennen zur Schonung der Wälder. Vieweg, Berlin 1793 (Volltext in der Google-Buchsuche).
- Beytrag zur Anwendung des Wassers auf unterschlägtige, sog. Kropfräder. Vieweg, Berlin 1800 (Volltext in der Google-Buchsuche).
- Ausführliche theoretisch-praktische Anleitung zum Ziegelbrennen mit Torf und zweckmäßigen Neu-Bau der dazu erforderlichen Oefen: mit Rücksicht auf die Einrichtung der schon vorhandenen, Unterscheidung, Behandlung und Aufbewahrung des Torfes. Vieweg, Berlin 1802 (Volltext in der Google-Buchsuche).
- Handbuch oder ausführliche theoretisch-praktische Anleitung zur näheren Kenntniß des Torfwesens. Vieweg, Berlin 1802 (Volltext in der Google-Buchsuche).
- Ueber die Naturkunde des Torfs, dessen Eintheilung in Moorarten und Classen rücksichtlich auf Brennmaterial. Vieweg, Berlin 1815.
- Betrachtungen und Aufschlüsse über den Torf als Baumaterial etc. Vieweg, Berlin 1816.